# Municipio de Scott (condado de Misisipi)
El municipio de Scott (en inglés: Scott Township) es un municipio ubicado en el condado de Misisipi en el estado estadounidense de Arkansas. En el año 2010 tenía una población de 555 habitantes y una densidad poblacional de 5,47 personas por km².

## Geografía
El municipio de Scott se encuentra ubicado en las coordenadas 35°31′53″N 90°9′18″O / 35.53139, -90.15500. Según la Oficina del Censo de los Estados Unidos, el municipio tiene una superficie total de 101.4 km², de la cual 100,78 km² corresponden a tierra firme y (0,61 %) 0,61 km² es agua.

## Demografía
Según el censo de 2010, había 555 personas residiendo en el municipio de Scott. La densidad de población era de 5,47 hab./km². De los 555 habitantes, el municipio de Scott estaba compuesto por el 85,41 % blancos, el 12,79 % eran afroamericanos, el 0,72 % eran amerindios, el 0,36 % eran de otras razas y el 0,72 % eran de una mezcla de razas. Del total de la población el 1,44 % eran hispanos o latinos de cualquier raza.